# 가와무라 다쿠무
가와무라 다쿠무(일본어: 川村 拓夢, 1999년 8월 28일~)는 일본의 축구 선수이다.

## 구단 경력
그는 2018년 J1리그의 산프레체 히로시마에 입단했다. 2019년 J2리그의 에히메 FC로 임대 이적했다. 2021년까지 77경기에 출전하여, 15득점을 넣었다. 2022년 산프레체 히로시마로 복귀했다. 2024년 FC 레드불 잘츠부르크로 이적했다.

## 국가대표팀 경력
2024년 1월 1일에 태국과의 친선경기에서 일본 국가대표팀에 데뷔했으며, 1득점을 기록해 5-0 승리에 기여했다.

## 통계
| 일본 | 일본 | 일본 |
| 연도 | 출전 | 득점 |
| ---- | ---- | ---- |
| 2024 | 3    | 1    |
| 통산 | 3    | 1    |